# Eva Murková
Eva Murková (née le 29 mai 1962) est une athlète slovaque, spécialiste du saut en longueur.

## Biographie
Concourant sous les couleurs de la Tchécoslovaquie dès le début des années 1980, elle remporte la médaille d'or du saut en longueur lors des Championnats d'Europe en salle 1983, à Budapest, en devançant avec la marque de 6,77 m les Est-allemandes Helga Radtke et Heike Drechsler. Elle obtient deux nouvelles médailles dans cette compétition, en argent, en 1984 et 1985.

### Palmarès
| Date | Compétition                    | Lieu     | Résultat | Marque |
| ---- | ------------------------------ | -------- | -------- | ------ |
| 1983 | Championnats d'Europe en salle | Budapest | 1re      | 6,77 m |
| 1983 | Championnats du monde          | Helsinki | 7e       | 6,80 m |
| 1984 | Championnats d'Europe en salle | Göteborg | 2e       | 6,55 m |
| 1985 | Championnats d'Europe en salle | Athènes  | 2e       | 6,99 m |

### Records
| Épreuve          | Épreuve   | Performance | Lieu       | Date        |
| ---------------- | --------- | ----------- | ---------- | ----------- |
| Saut en longueur | Plein air | 7,01 m      | Bratislava | 26 mai 1984 |
| Saut en longueur | Salle     | 6,99 m      | Le Pirée   | 2 mars 1985 |